# Koprivnica (Dravinja)
Koprívnica (nekoč Konjiška voda) je desni pritok Dravinje iz južnih obronkov Pohorja. Izvira v tesni gozdnati grapi na severovzhodnem vznožju Straniških brd in teče kratek čas proti severovzhodu. Kmalu se obrne proti jugovzhodu in teče ves čas vzporedno z Dravinjo, od katere jo ločuje visoka terasa Dobrava, vse do izliva v Slovenskih Konjicah. Z leve strani nima pritokov, z desne dobiva manjša pritoka Jamnik in Štrkla.
Koprivnica je zanimiv primer, kako je močnejša reka z nasipanjem preprečila lastnemu pritoku, da bi se izlil vanjo. To se je zgodilo v zadnji ledeni dobi, ko je Dravinja pritekala z osrednjega dela Pohorja, ki je bil takrat nad zgornjo gozdno mejo, in v dolino prinašala velike količine debelega proda. Takrat je nastal velik prodni vršaj, ki je segal vse do Slovenskih Konjic. Po koncu ledene dobe se je Dravinja ponovno vrezala vanj, potok Koprivnica pa je moral teči po skrajnem zahodnem robu tega vršaja.
Najzgornejši del doline je ozka grapa v triasnem dolomitu, ko pa priteče na srednjemiocenske laporje in delno peščenjake v Konjiški kotlini, se dolina razširi, ob potoku je izoblikovana naplavna ravnica.
Pri Zrečah so leta 2000 potok zajezili v manjše Zreško jezero (1,4 ha), da bi popestrili turistično ponudbo Term Zreče. Namenjeno je predvsem sprehajalcem (sprehajalna pot okrog jezera) in ribičem.
Struga potoka je večidel v naravnem stanju, le v spodnjem delu je na nekaj odsekih spremenjena v umetni kanal. Je plitva in ozka, na obeh bregovih obdana z gostim grmovnim in drevesnim rastlinjem. Ob potoku so večinoma travniki, ponekod v spodnjem toku so tik ob potoku tudi stanovanjske in druge zgradbe. Po spodnjem delu doline med Zečami in Slovenskimi Konjicami pelje nekdanja glavna cesta Maribor–Celje.